# Aplasta trifasciata
Aplasta trifasciata är en fjärilsart som beskrevs av Otto Staudinger 1920. Aplasta trifasciata ingår i släktet Aplasta och familjen mätare. Inga underarter finns listade i Catalogue of Life.